# Proletarski (oblast de Moscou)
Proletarski (en russe : Пролетарский) est une commune urbaine située dans le raïon de Serpoukhov et l'oblast de Moscou, en Russie. Population 4 156 (2010); 4 103 (2002) 4 677 (1989).